# Józef Menet

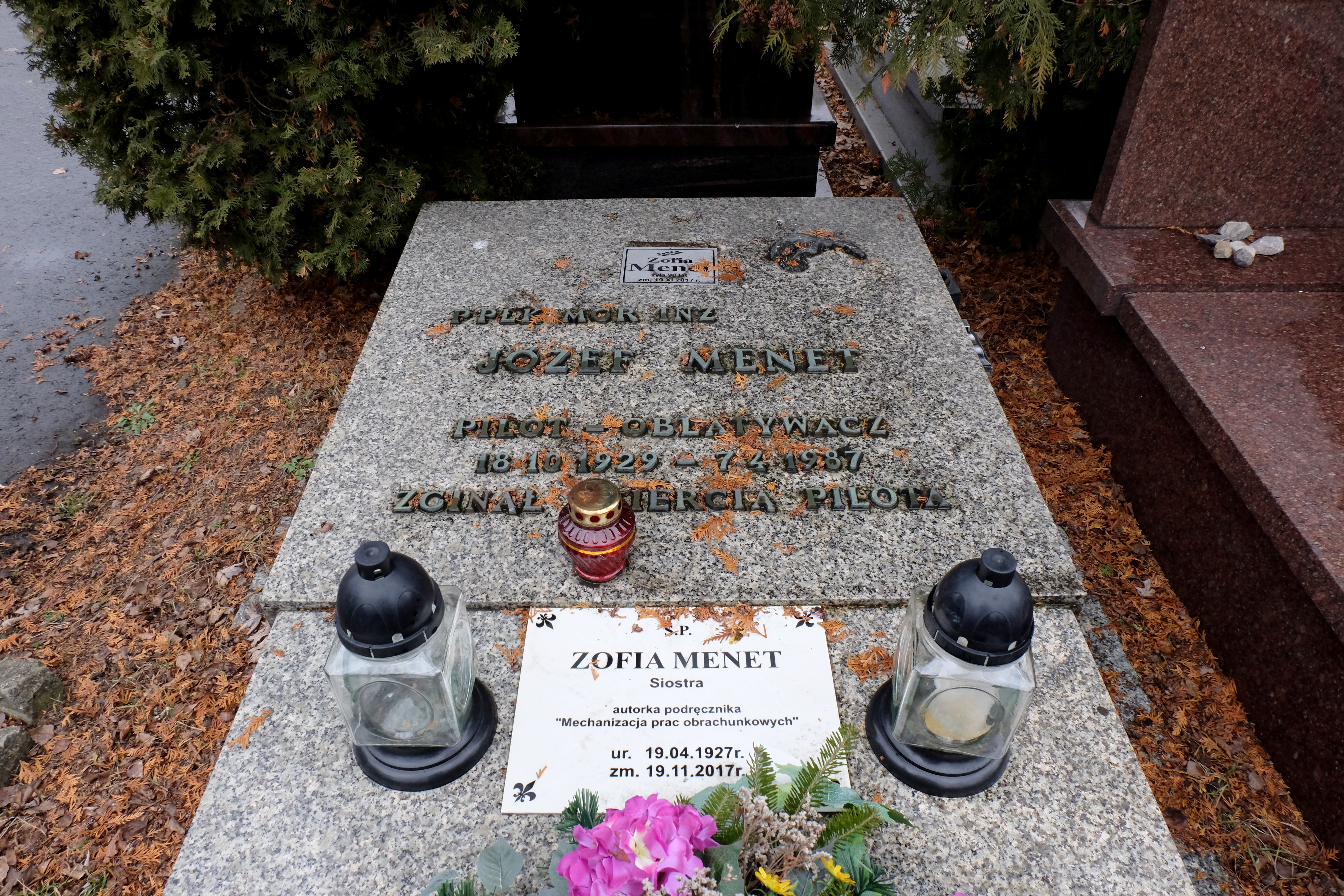
Grób pilota Józefa Meneta i autorki podręczników Zofii Menet na Cmentarzu Wojskowym na Powązkach w Warszawie

Józef Menet (ur. 18 października 1929 w Haczowie, zm. 7 kwietnia 1987 w Krośnie) – podpułkownik mgr inż. pilot Sił Powietrznych LWP, cywilny pilot doświadczalny oraz instruktor lotniczy. Latał na szybowcach, samolotach tłokowych, odrzutowych i śmigłowcach. Popularyzator lotniarstwa i propagator ultralekkich konstrukcji lotniczych (ULM) w Polsce.

## Życiorys
Syn Tadeusza i Walerii. W 1948 zdał egzamin maturalny w liceum  w Jaśle i rozpoczął studia na Wydziale Lotniczym Szkoły Inżynierskiej Wawelberga i Rotwanda w Warszawie. W 1947 ukończył podstawowe szkolenie szybowcowe. W 1961 uzyskał Srebrną, a w 1964 – Złotą Odznakę Szybowcową (nr 497).
W 1952 ukończył studia inżynierskie na Wydziale Lotniczym Politechniki Warszawskiej i rozpoczął pracę jako wykładowca w Wojskowej Akademii Technicznej w katedrze silników lotniczych. W tej uczelni też na kursie wieczorowym ukończył studia magisterskie
W wolnym czasie podnosił kwalifikacje pilota, latając w Aeroklubie Warszawskim. W 1951 w Centrum Wyszkolenia Lotniczego Ligi Lotniczej we Wrocławiu odbył kurs pilotażu samolotowego. W 1951 został powołany do odbycia służby wojskowej, otrzymał przydział do Katedry Silników Lotniczych Wojskowej Akademii Technicznej w Warszawie. W 1954 uzyskał II klasę pilota samolotowego.
Latał na samolotach takich jak Piper Cub, CSS-13, RWD-13, LWD Zuch, Jak-18, LWD Junak i Zlin 26.
W latach 1956–1957 ukończył kurs dla pilotów doświadczalnych przy ITWL. W 1957 odbył przeszkolenie na samolocie odrzutowym Lim-1. Latał następnie na takich maszynach wojskowych takich jak Lim-2, Lim-5, Lim-6, MiG-19 i MiG-21. Wykonywał również loty na samolotach tłokowych: Ił-10, Jak-11, Jak-12 oraz śmigłowcach: SM-1 i SM-2. Uczestniczył w pokazach lotniczych TS-8 Bies. Był oblatywaczem samolotu PZL TS-11 Iskra, brał także udział w lotach porównawczych prototypów Aero L-29 Delfín i Jak-30 w Monino w ZSRR (z A. Abłamowiczem). Często uczestniczył także w lotach akrobacji zespołowej. Był autorem kilku instrukcji i opracowań metodycznych. Opracował metodę lądowania z wyłączonym silnikiem dla samolotów MiG-15 i podobnych.
W 1964 uzyskał uprawnienia instruktora I klasy i samolotowego pilota doświadczalnego I klasy. Przeszkolił się w pilotażu śmigłowców na Mi-2, był instruktorem I kl. na tym typie helikoptera, także w wersji agro.
W 1968 uległ wypadkowi na nartach wodnych. Kontuzja kręgosłupa uniemożliwiła służbę wojskową i w 1971 odszedł z wojska w stopniu podpułkownika.
Popierał rozwój ultralekkich konstrukcji amatorskich typu ULM. 7 kwietnia 1987 na lotnisku w Krośnie odbył lot na tego rodzaju maszynie (model AKKA ze zmodyfikowanym zespołem napędowym). Lot ten zakończył się katastrofą – w sposób niezamierzony ULM wykonał pół odwróconej pętli, utracił w położeniu odwróconym siłę nośną i w ślizgu zderzył się z ziemią. Wskutek odniesionych obrażeń Menet zmarł śmiercią lotnika. Ogółem wylatał na kilkunastu typach szybowców, 39. typach samolotów i 3. typach śmigłowców 3 822 godziny (około 10 500 lotów).
Jest pochowany na Cmentarzu Wojskowym na Powązkach w Warszawie (kwatera B4, rząd 8, grób 25).

## Pamięć
Jego imię noszą Warszawskie Zloty Konstruktorów Lotniczych, organizowane od 1988. W Haczowie, w gmachu szkoły, utworzono Kącik Pamięci o Józefie Menecie (2017).